# Agnello de Pisa
Agnello de Pisa, (c. 1195 - 1236), foi um frade franciscano italiano. Como seu primeiro ministro provincial na Inglaterra (1224–1236), ele é considerado o fundador dos franciscanos na Inglaterra. Seu dia de festa é observado em 7 de maio ou 10 de setembro.

## Vida
O único relato da vida de Agnello é breve, registrado por Thomas de Eccleston, um Frade Menor.
Angello nasceu em Pisa em 1195 na proeminente família Agnelli. No início da juventude foi recebido na Ordem Seráfica pelo próprio Francisco, em 1212, durante a estada deste último em Pisa.
Francisco enviou Agnelo, embora diácono, a Paris, onde construiu um convento e tornou-se custódio. Em seguida, voltou para a Itália, esteve presente no "Capítulo das Esteiras", e de lá foi enviado para estabelecer a Ordem na Inglaterra.
Em 10 de setembro de 1224, Agnello e seu grupo de oito frades desembarcaram em Dover, cortesia dos monges da Abadia de Fécamp, que gentilmente pagaram sua passagem. Quando chegaram a Canterbury, foram recebidos com hospitalidade pelos dominicanos, que já haviam estabelecido um convento na cidade. No caminho para Oxford, eles encontraram abrigo em um celeiro pertencente aos Beneditinos da Abadia de Abingdon, que a princípio os confundiram com um bando de menestréis esfarrapados.
Em Oxford, o rei Henrique III deu-lhes para construir um convento. Agnello estabeleceu uma escola para os frades em Oxford, e pediu a Roberto Grosseteste para servir como leitor em teologia para os franciscanos, cargo que ocupou entre 1229 e 1235. A Ordem Franciscana Inglesa posteriormente desempenhou um grande papel no estabelecimento da Universidade de Oxford.
Agnello tornou-se conhecido por sua humilde piedade e prudência. Em 1233, o rei Henrique III pediu-lhe que ajudasse a arbitrar uma disputa com Ricardo Marshal, 3º conde de Pembroke, que havia estourado em uma guerra civil. No ano seguinte, fez parte de uma delegação em representação dos bispos ingleses na Cúria Romana.
Ao longo de sua vida, Agnello jamais permitiria a expansão para os aposentos dos frades, além do que era absolutamente necessário. Essa prática foi mantida por pouco mais de uma década, até que Haymo de Faversham começou a expansão das propriedades da ordem inglesa para que pudessem se sustentar em vez de depender da caridade de outros.
Na época de sua morte, havia 43 frades estabelecidos na Província Inglesa. Agnello morreu após uma breve doença, em 7 de maio de 1236. Seus restos mortais foram enterrados em Oxford.

## Veneração
Seu culto foi confirmado pelo Papa Leão XIII em 1882, e sua festa é celebrada em 7 de maio na Itália. As províncias franciscanas inglesas celebram sua memória no dia 10 de setembro. Em honra de sua grande influência no estabelecimento da universidade. Eccleston escreveu que seu corpo incorrupto foi preservado com grande veneração em Oxford até a dissolução das casas religiosas na época de Henrique VIII, quando o convento e a igreja foram destruídos.